# Rassemblement des républicains
 (mars 2021).
Si vous disposez d'ouvrages ou d'articles de référence ou si vous connaissez des sites web de qualité traitant du thème abordé ici, merci de compléter l'article en donnant les références utiles à sa vérifiabilité et en les liant à la section « Notes et références ».
Le Rassemblement des républicains (RDR) est un parti libéral de Côte d'Ivoire, membre du Réseau libéral africain et de l'Internationale libérale. Fondé par Djéni Kobina en 1994, il est présidé par Alassane Ouattara de 1999 à 2017 puis par Henriette Diabaté depuis cette date,. Ses organes de presse sont Le Patriote et la Matinale.

## Historique
Le Rassemblement des républicains, qui se réclame des idéaux de l'ancien Premier ministre Alassane Ouattara, est issu d'une scission du Parti démocratique de Côte d'Ivoire (PDCI), ancien parti unique. Né le 27 septembre 1994, la création du RDR vient du refus du PDCI  d'accorder la parole à Djéni Kobina lors de son congrès extraordinaire. L'année suivant la naissance du RDR, Alassane Ouattara, directeur général adjoint du FMI, renonce à l'élection présidentielle de 1995 gagnée par Henri Konan Bédié.
Le 1er août 1999, Alassane Ouattara signe son retour en politique en devenant le premier président du RDR, un an après la mort de Djéni Kobina, qui était secrétaire général du parti. Il se déclare candidat à l'élection présidentielle de 2000, mais sa candidature est rejetée par l'instauration du concept d'ivoirité.
En mai et juin 2007, le RDR se divise : Zémogo Fofana, député-maire de Boundiali, une ville du nord du pays, et ancien ministre, emmène une partie du RDR pour créer un nouveau parti, l'Alliance pour une Nouvelle Côte d'Ivoire (ANCI).
Lors de l'élection présidentielle ivoirienne de 2010, les quatre principaux partis de l’opposition (le RDR, le PDCI de Henri Konan Bédié, l'UDPCI dirigée par Albert Mabri Toikeusse et le MFA d'Innocent Kobenan Anaky) décident de former une coalition politique pour la course à la présidence, le Rassemblement des houphouëtistes pour la démocratie et la paix (RHDP). Alassane Ouattara gagne les élections au second tour mais Laurent Gbagbo refuse d’accepter les résultats des urnes. S’ensuit une crise qui dure plusieurs mois, dite « crise post-électorale », à l'issue de laquelle Laurent Gbagbo est finalement arrêté en avril 2011 par les FRCI (forces armées pro-Ouattara), permettant à Alassane Ouattara d'assurer pleinement ses fonctions de chef de l’État.
En vue de l'élection présidentielle ivoirienne de 2015, les partis constituant le RHDP soutiennent une candidature unique d'Alassane Ouattara pour un second mandat,,.
Lors du troisième congrès du RDR du 9 au 10 septembre 2017, il était prévu que Ouattara serait réélu président du RDR, mais celui-ci propose Henriette Diabaté, qui est élue par acclamation. Kandia Camara est désignée secrétaire générale et Amadou Gon Coulibaly premier vice-président.
En 2018, le RDR et l'UDPCI annoncent la transformation du RHDP en parti politique. Toutefois, les autres membres de la coalition, à commencer par le PDCI, rejettent cette proposition et quittent le RHDP,.

## Liste des congrès
- Troisième congrès ordinaire (9 et 10 septembre à Abidjan)[13],[14],[15]
- Quatrième congrès extraordinaire (5 mai 2018, à Abidjan)[16]